# Georg Thomas
Pour les articles homonymes, voir Thomas.
Georg Thomas (20 février 1890, Forst (Lusace) – 29 décembre 1946, Francfort-sur-le-Main) est un général allemand de la Wehrmacht qui joua un rôle important dans la politique d’exploitation des territoires occupés par le Troisième Reich à l’Est, y compris via l’affamement de la population. Il fut cependant aussi associé à la résistance militaire à Adolf Hitler.

## Biographie
Thomas entame sa carrière militaire en 1908, comme enseigne au 63e régiment d'infanterie. À partir de 1928, il s’occupe des questions d’armement au ministère de la défense de la république de Weimar. En 1939, il est nommé à la tête du département de l’économie et de l’armement de l’OKW ; au cours des années suivantes, il devient membre du conseil d’administration de la Kontinentale Öl AG (en), dont l’objectif est l’exploitation pétrolière dans les territoires occupés et des Reichswerke Hermann Göring.
Thomas est décrit par Adam Tooze comme un « pragmatiste sans scrupule » qui ne se préoccupe que de l’avenir de l’Allemagne en tant que grande puissance
. Il est profondément impliqué dans la mise en œuvre de la politique nazie d’occupation à l’Est, politique qui vise à exploiter sans limite toutes les ressources des territoires occupés au profit de l’économie de l’Allemagne et de ses forces armées, au prix de millions de morts de faim dans la population civile . Dans ce cadre, Thomas travaille en étroite collaboration avec Herbert Backe.
Lors de la préparation d’une réunion de haut niveau qui se tient le 2 mai 1941, il rédige un rapport qui reconnaît que « si nous prenons tout ce dont nous avons besoin dans le pays, il n’y a aucun doute que des millions de personnes mourront de faim ». Pour Tooze, il s’agit d’un rapport extraordinaire, dont les termes sont à l’opposé des précautions de langage habituellement utilisées notamment à propos de la question juive et qui démontre l’accord des principales institutions du régime nazi sur un programme de meurtre de masse, le plan famine. Thomas accepte clairement que la politique d’exploitation des territoires occupés entraînera plusieurs millions de morts mais sans avancer un chiffre précis ; Backe estime quant à lui que la population en surplus s’élève de 20 à 30 millions de personnes et qu’elle doit être éliminée par la famine ou une déportation en Sibérie
Conscient de la capacité limitée de l’Allemagne à mener un conflit de longue durée, Thomas est associé dès les années 1938-1939 au projet de coup d’état militaire contre Hitler envisagé par Ludwig Beck, Carl Friedrich Goerdeler et Johannes Popitz.
Ces plans sont découverts après l’échec de l’attentat du 20 juillet 1944 et Thomas est arrêté le 11 octobre 1944 et déporté à Flossenbürg puis à Dachau. En mai 1945, le convoi de 130 déportés importants à destination du Tyrol dont il fait partie est laissé derrière eux par les SS en fuite et Thomas est capturé par les troupes américaines le 5. Il meurt en détention le 29 décembre 1946,.